# Antoniterkloster Grünberg

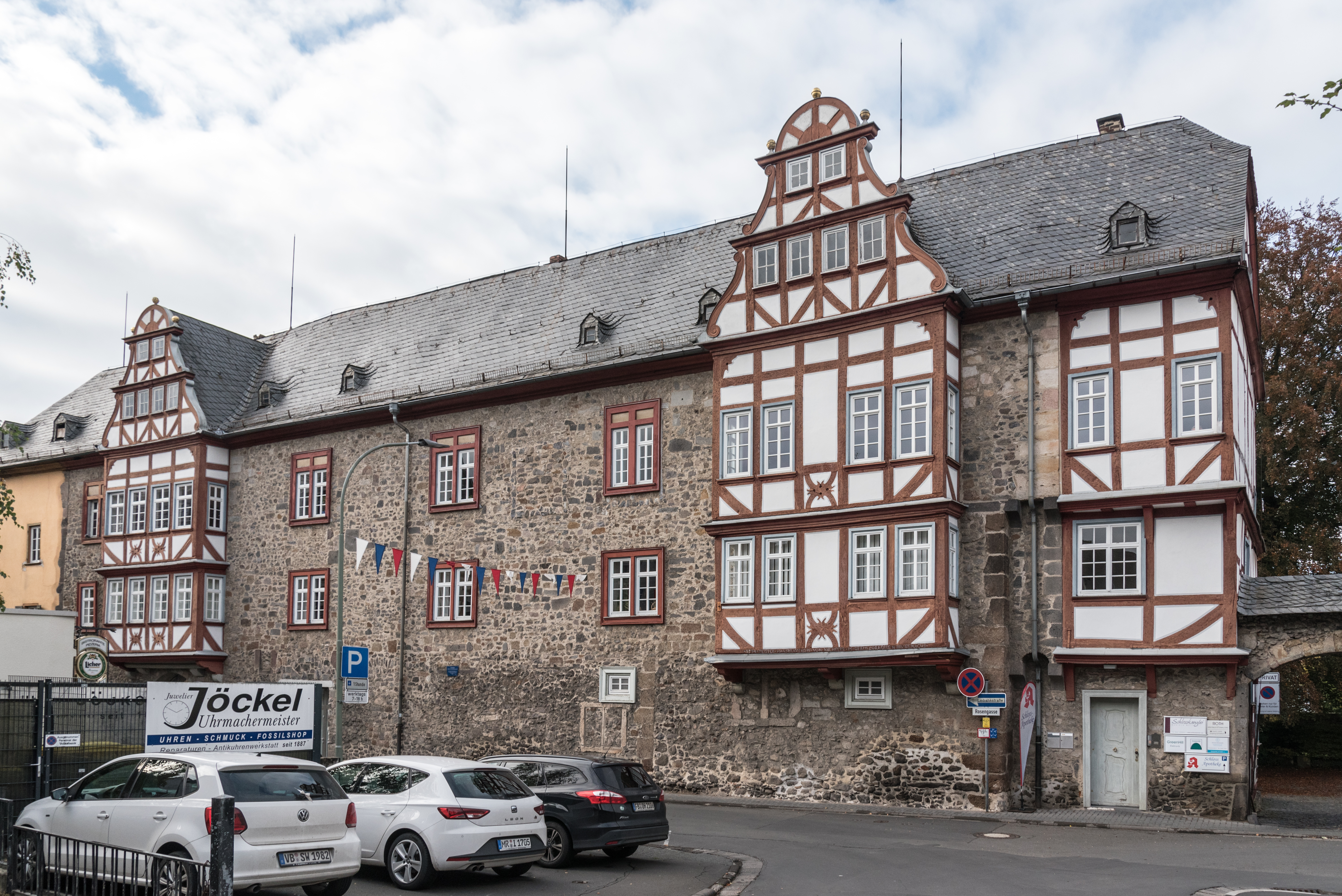
Straßenfassade des 1577 und 1594 zum landgräflichen Schloss (Witwensitz) ausgebauten Südflügels

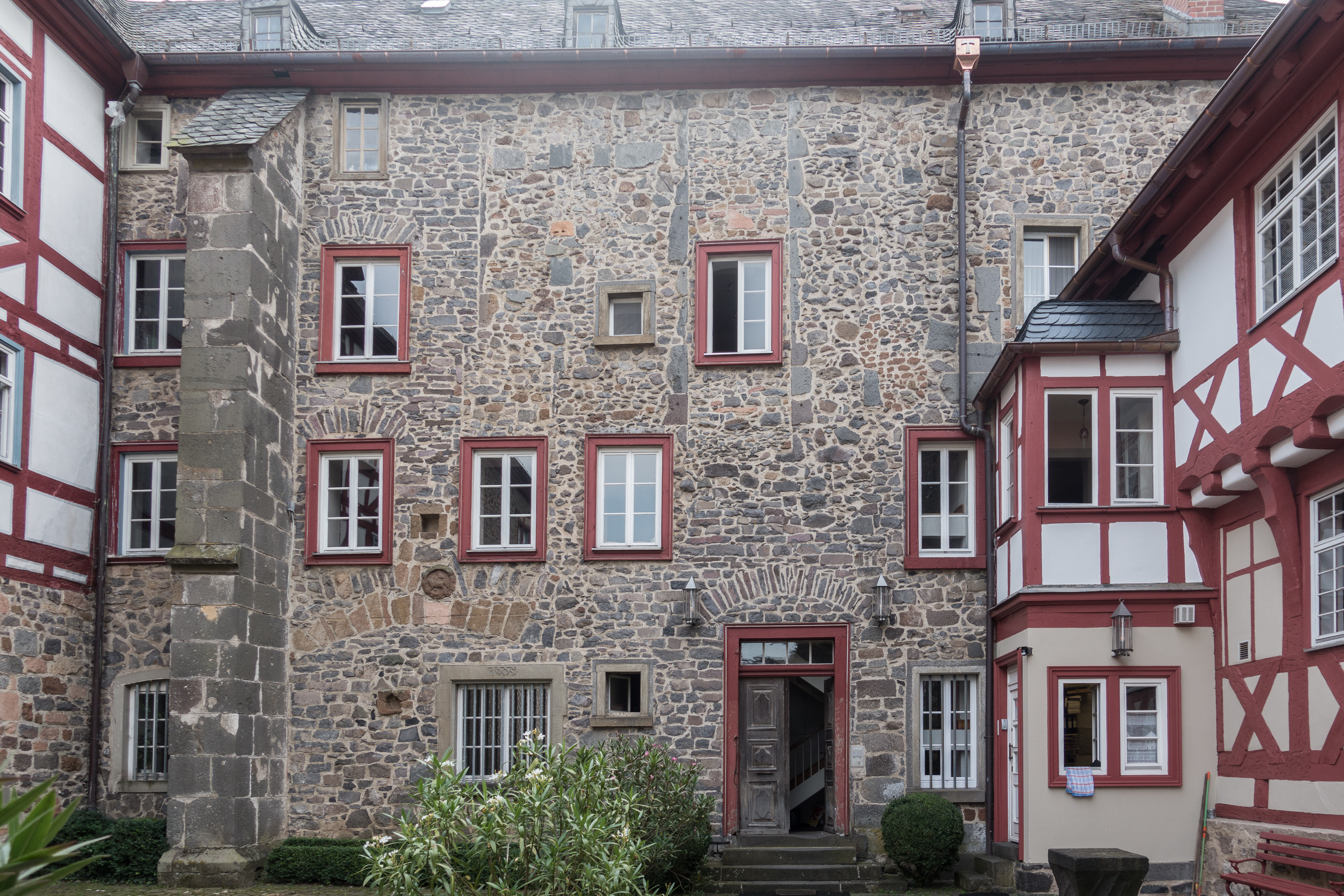
Ehem. Kirche vom Innenhof aus (Osten) gesehen

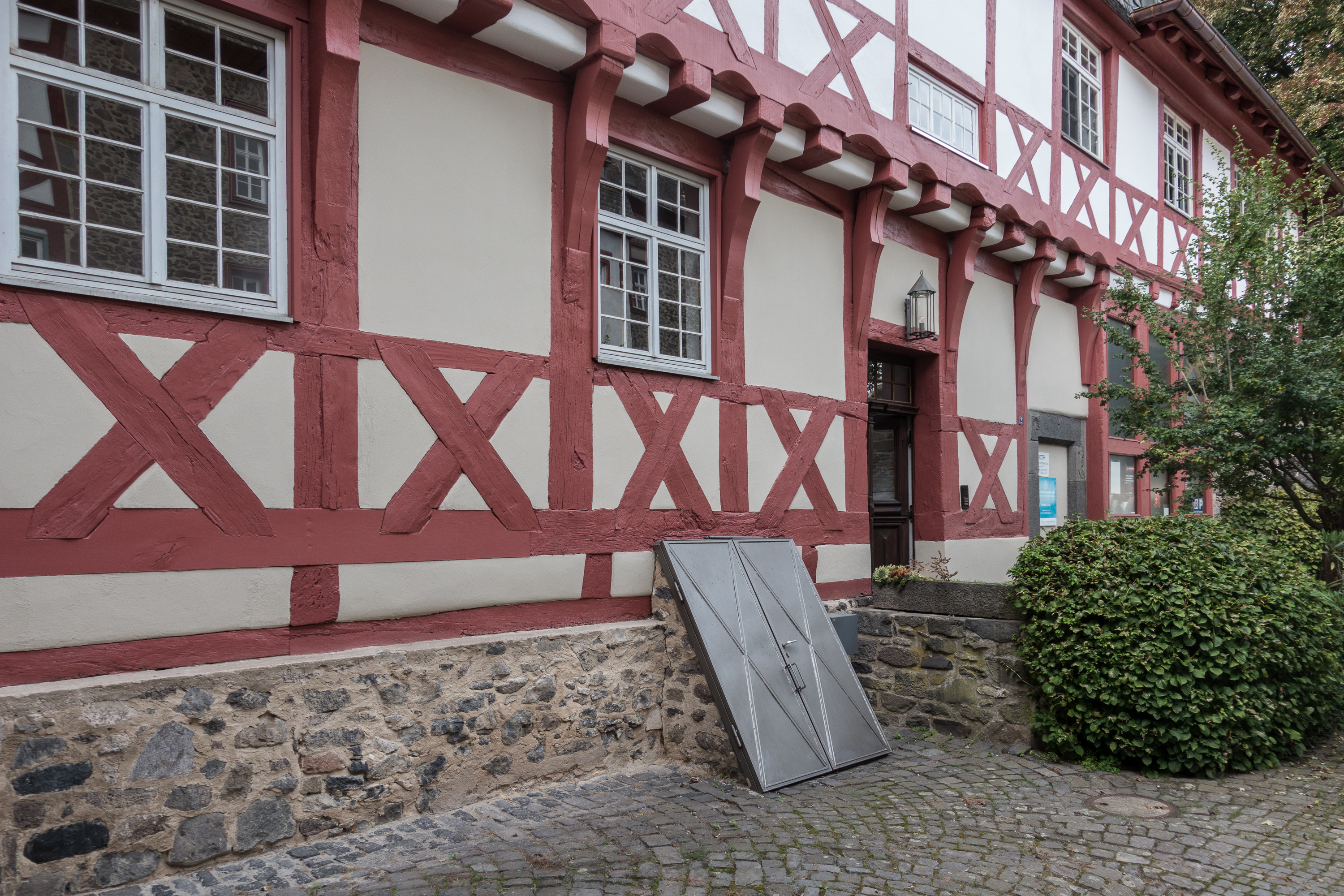
Mönchsbau um 1500 vom Innenhof aus gesehen

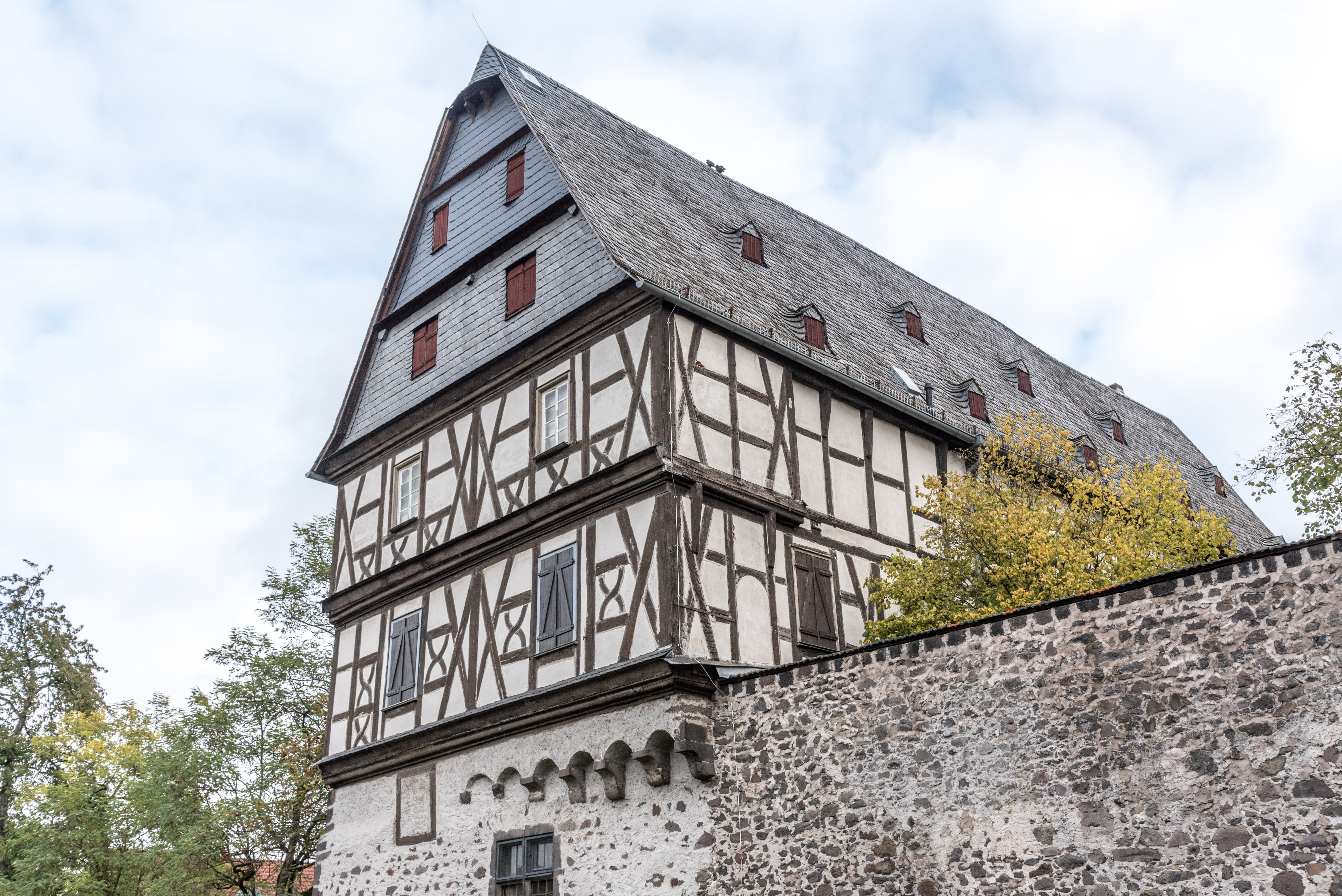
Wirtschaftsgebäude (Ostflügel) des Antoniterklosters aus der Zeit um 1500

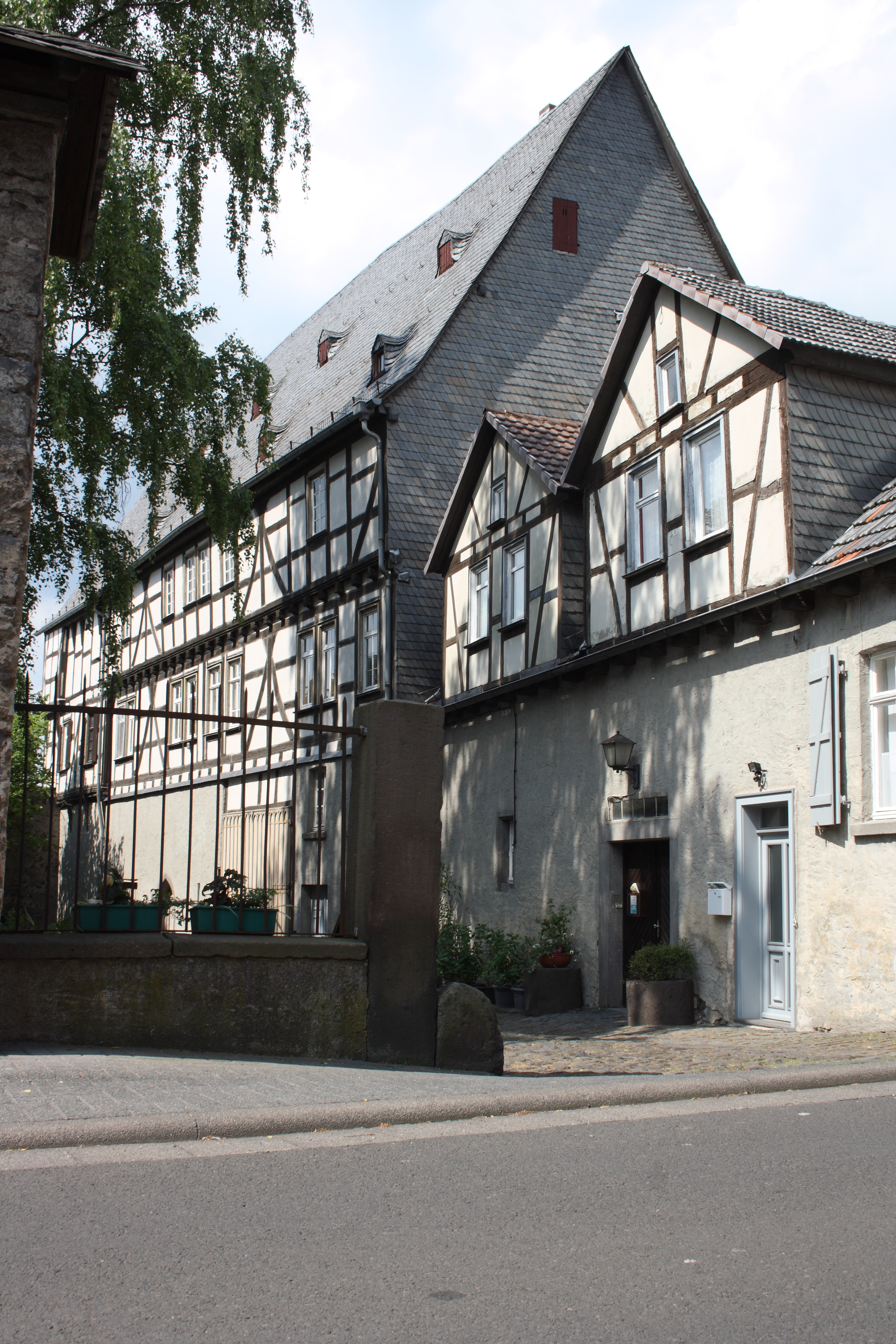
Wirtschaftsgebäude (Ostflügel) des Antoniterklosters aus der Zeit um 1500

Das Antoniterkloster in Grünberg, einer Stadt im Landkreis Gießen in Hessen, wurde wohl im Jahre 1193 gegründet und bestand bis zur Einführung der Reformation in der Landgrafschaft Hessen im Jahre 1526. Ab 1577 wurde die Anlage zu einem landgräflichen Schloss (Witwensitz) umgebaut.

## Geschichte
Die Antoniter, ein Hospitalorden aus Frankreich, 1095 als Laienbruderschaft gegründet und 1298 in einen Chorherrenorden umgewandelt, hatten es sich zur Aufgabe gemacht, die von der im Mittelalter weit verbreiteten Kribbelkrankheit (Antoniusfeuer) Befallenen zu pflegen und zu heilen. Die Bruderschaft breitete sich schnell über ganz Europa aus.  Verantwortlich dafür waren wohl die vielen Jakobspilger, die aus ganz Europa ins spanische Santiago de Compostela reisten und auf ihrem Rückweg den Glauben an die Heilkräfte des hl. Antonius und seiner Bruderschaft verbreiteten.
Die Niederlassung in Grünberg war anfänglich ein einfaches Kloster mit angeschlossenem Hospital. Seine verkehrstechnisch günstige Lage unweit zweier Hauptverkehrswege führte jedoch schon bald dazu, dass es sich zu einer Generalpräzeptorei entwickelte, deren Einzugsbereich, mit ihren Tochtergründungen und Filialklöstern, auf ihrem Gipfelpunkt von Friedberg in Hessen bis ins norwegische Nonnesetter bei Bergen und von Wetzlar bis nach Lennewarden im heutigen Lettland reichte. Das erste dieser von Grünberg aus gegründeten Filialklöster war das am 7. Juni 1222 im Zuge der Christianisierung Mecklenburgs durch Fürst Heinrich Borwin I. gestiftete Tempzin bei Wismar.
Der letzte Präzeptor (Klostervorsteher) von Grünberg starb im Jahre 1526.
Nachdem Landgraf Philipp (1504–1567) auf Beschluss der Homberger Synode vom Oktober 1526 die Reformation in der Landgrafschaft Hessen eingeführt hatte, löste er die Klöster auf. Die Ländereien des Antoniterklosters Grünberg übertrug er der von ihm gegründeten Universität Marburg; 1625 kamen sie dann an die 1607 gegründete Universität Gießen.
Philipps Sohn Ludwig IV. von Hessen-Marburg, der nach seines Vaters Tod die Teil-Landgrafschaft Hessen-Marburg geerbt hatte, ließ die Klosteranlage ab 1577 als Witwensitz für seine Frau Hedwig von Württemberg (1547–1590) zum Schloss ausbauen.
Später wurde die Anlage als Jagdschloss genutzt.

## Anlage
Zu dem ehemaligen Klosterbezirk als trapezförmiges Areal gehören der ehemalige Kirchenbau im Westen, der sog. Mönchsbau im Norden, der sog. Universitätsbau im Osten, das sog. Schloss im Süden und ein separater Bau auf der gegenüberliegenden Seite der Rosengasse.
Der Querbau auf der Westseite, mit den Strebepfeilern und dem gotischen Sakristeifenster, war früher die grob in Nordsüdrichtung angelegte Kirche, ein Saal auf längsrechteckigem Grundriss, der vermutlich nach dem großen Stadtbrand 1391 wesentlich erneuert wurde.
Im Norden, auf der Stadtmauer, befindet sich der ehemalige Mönchsbau, ein zweigeschossiger Fachwerkbau aus der Zeit um 1500, der ursprünglich über die Außenmauern hinausging. Seine Verlängerung an der Stadtmauer, das Refektorium, ist bis auf einen polygonalen Erker um 1500 auf der Feldseite verschwunden.
Das gegenüberliegende Gebäude auf der Südseite an der Rosengasse stellt seit dem Umbau ab 1577 den Kernbau des „Schlosses“ dar. 1569 hatte Landgraf Ludwig IV. das ehemalige Kloster zum Witwensitz seiner Gemahlin Hedwig bestimmt. 1577 bis 1582 entstand unter der Oberaufsicht des landgräflichen Baumeisters Ebert Baldewein der dreigeschossige Wohnbau auf älteren Resten. Nach dem Tod Hedwigs im Jahre 1590 wurde es Witwensitz der zweiten Gemahlin Ludwigs, Maria von Mansfeld vorgesehen. 1594 erfolgte ein zweiter Umbau. Es entstand eine hölzerne Wendeltreppe in einem Anbau mit zwei vorkragenden Fachwerkobergeschossen an der östlichen Schmalseite. Ebenso die beiden zur Straße gerichteten zweigeschossigen Fachwerkerker. Diese werden von Volutengiebeln bekrönt. Der östliche Erker trägt in seiner Schwelle die Inschrift: „1594 MEISTER HANS KRAVSKOPF VON KIRCHFERS IM GERIT LORA DISEN BAV GEMACHT“. An der Hofinnenseite eingemauert steht in vertieftem Feld die Figur eines Mönchs mit dem Antoniterkreuz auf der Brust; er hält zwei Wappenschilde, das hessische und das mecklenburgische. An der Innenseite des Schlosshofs befindet sich der Grabstein des Präzeptors Conrad von Angersbach von 1477.
Der Hof des Klosters wird auf der Ostseite durch den monumentalen Speicherbau aus der Zeit um 1500 abgeschlossen, den nach seiner späteren Nutzung sog. Universitätsbau. Das zweigeschossige Fachwerk auf dem steinernen Erdgeschoss des 29 m langen und 9,75 m breiten Baus stammt aus zwei Bauphasen: Der Nordgiebel, der Teil der Westseite an der Stadtmauer und die Ostseite besitzen noch Fachwerk der Erbauungszeit um 1500. Hier ist eine besondere Form von Wandverstrebungen zu sehen, bei denen die Fuß- und Kopfstreben stehende Andreaskreuze ergeben. Auf der Hofseite wird dieser Bestand durch jüngeres Fachwerk ergänzt.
Auf der gegenüberliegenden Seite der Rosengasse steht ein weiteres Gebäude aus der Zeit um 1500, bei dem es sich um einen ehemaligen Marstall oder um ein Hospital handelt.